# أورموند بيتش (لاعب كرة قدم أمريكية)
أورموند بيتش (بالإنجليزية: Ormond Beach)‏ هو لاعب كرة قدم أمريكية أمريكي، ولد في 23 أكتوبر 1910 في بوهوسكا في الولايات المتحدة، وتوفي في 21 سبتمبر 1938 في سارنيا في كندا.